# 翠西·里根
翠里西娅·安·里根（英語：Tricia Ann Regan，1972年12月13日—），职业名翠西·里根（Trish Regan），美国电视节目主持人、撰稿人，主持福斯財經網节目《翠西·里根黄金时间》（Trish Regan Primetime）。她还是福斯新闻频道的撰稿人。里根曾经于2012年-2015年间在彭博电视（Bloomberg Television）担任电视节目主持人，并于2007年-2012年在消費者新聞與商業頻道（CNBC）担任主持人。因2019年与中国网络电视台的刘欣进行中美贸易争端辩论而在华人世界出名。

## 生平
1972年12月13日出生于新罕布什尔州，高中就读于菲利普斯埃克塞特学院。1993年赢得新罕布什尔小姐选举，代表州参加1994年美国小姐竞选。之后到奥地利格拉茨学习声乐，之后就读于波士顿新英格兰音乐学院，而后入读哥伦比亚大学，2000年凭历史学士学位毕业。

## 电视职业

### CBS (2001-07)
2001年开始工作，加入当时CBS新闻持有部分版权的《CBS市场观察》（CBS MarketWatch），担任CBS晚间新闻商业记者，到2007年。期间她于2002年因在《CBS市场观察》工作表现获得北加利福尼亚州职业记者协会颁发的杰出青年广播记者奖。她还是《面对国家》和《48小时》的撰稿人。揭露南美三国边界地区和伊斯兰恐怖组织之间联系的报道，让她获得2007年艾美奖调查报道奖提名。

### CNBC (2007-12)
2007到2012年供职于消費者新聞與商業頻道(CNBC)，主持每日市场交易节目，为电视网开创长片纪录片模式节目。调查新奥尔良的堤坝系统在飓风卡特里娜过后的情况的纪录片《迎战潮汐：新奥尔良的战争》（"Against the Tide: The Battle for New Orleans"）让她获得艾美奖最佳纪录片和杰拉尔德·勒伯奖提名。

### 彭博电视 (2012-15)
加入福斯前，于2012年到2015年担任彭博电视主播，主持每日全球交易市场节目。

### 福斯 (2015-2020)
之后于2015年加入福斯新闻频道和福斯财经网，主持周末节目《翠西·里根行情报道》（The Intelligence Report with Trish Regan）和《翠西·里根黄金时间》（Trish Regan Primetime）。

#### 丹麦争议
2018年8月，里根在节目中提到高福利政策时，将丹麦比作委内瑞拉，表示“丹麦有点腐坏”。她试图证明丹麦经济模式不可行，认为“每位丹麦人都在给政府打工”，“没人真正愿意工作”。该论调在丹麦和美国两国引发争议，新闻媒体、政治人物、专家和丹麦政府指出，相对于美国，丹麦在经济自由指数、经商容易度、快乐指数和就业率方面的排名较高。里根还在节目中表示政府为学生“买单”，“学校出不了毕业生”，《华盛顿邮报》则指，尽管直接对比较为困难，但六年间完成学业的美国大学生不到60%，而丹麦有79%的本科生完成学业。该报表示美国的数据还包含上不起大学的学生。
遭到美国和丹麦两国媒体批评后，里根最终澄清了她的言论：“说实在的，我从来没有暗示丹麦的情况跟眼下委内瑞拉的悲剧一样。”她补充：“我只不过利用《大西洋》、《独立报》等媒体的报道证明社会主义不是办法。”这些消息来源之后又反驳了她的说法：“我们的文章没有表明社会主义没起到明确的作用。”

#### 中美贸易争端辩论
2019年5月，里根在个人节目《翠西·里根黄金时间》中评论了中美贸易争端，认为中国窃取知识产权使美国经济蒙受巨大损失。随后，中国环球电视网主持人刘欣反驳，认为里根满满的情绪化表达和无理指控，缺乏实质性证据支撑。之后，里根在节目中以11分钟回应刘欣，自称成了中美信息战的最新靶子，节目后她和刘欣在Twitter上商定于美国东部时间5月29日晚8点在节目中对辩。
辩论于美国东部时间晚8点25分开始。里根在开场白中介绍刘欣是供职于党营媒体的中国共产党党员，代表共产党发话。刘欣其后在开场白中反驳她的观点，表示自己不是党员，这次是以中国环球电视网记者的身份表达自己的观点；碍于通信卫星信号延迟，里根期间三次打断刘欣的发言。随后，双方在16分钟的节目中在公平贸易、知识产权、华为、关税、中国发展中国家地位及所谓“国家资本主义”等方面展开对话。在回应中国窃取数百亿美元的识产权的指控时，刘欣一方面承认中国存在版权问题，有盗版乃至窃取商业机密的现象，表示这些问题必须要处理，并表示这些行为都是由个人和企业犯下，强调是国际的普遍问题，包括美国在内：“你不能说因为这些个案正发生，就说美国在偷盗（知识产权）或是中国在偷盗（知识产权），所有中国人都在窃取（知识产权），这样的笼统归纳真的没有帮助，真的没有帮助。”而在提到中国是“国家资本主义”的问题时，刘欣回应应当是“中国特色社会主义经济”：“所有人都以为中国的经济是国有的，一切都是国家控制的，一切都是国家、国家、国家。但我要告诉你，事实并非如此。如果你看看统计数字，我就举个例子，中国80%的员工都受雇于私营企业，80%的出口产品都是私营企业生产的，65%的创新由民营企业完成的，中国一些领先的公司，比如因特网公司、5G公司都是民营企业。我们有着混合的、多元的、活跃的、开放的经济模式”。整个节目下来，双方都表现得礼貌和克制，与辩论之前的激烈交锋形成鲜明对比。直播末尾，刘欣邀请翠西到中国参观。

#### 2019冠状病毒病疫情相关言论
2019冠状病毒病疫情及2020年黑色星期一爆发后，翠西·里根在《翠西·里根黄金时间》上表示：“这是对总统的又一次弹劾……仇恨正在沸腾。自由派媒体中的许多人利用——我是说利用——新冠病毒来妖魔化总统，想摧毁他”。此言论也引爆美国舆论。《纽约时报》认为，翠西本周在直播中对新冠病毒的不屑，称民主党夸大疫情是“又一次弹劾总统的尝试”，这让福克斯新闻面临猛烈的批评。3月13日，福克斯商业频道发表声明称，《翠西·里根黄金时间》暂时停播，福克斯给出原因是“由于不断演变的流行疾病危机的报道需求，我们正从这两个节目中调拨所有资源，用于关键的报道。”3月27日，福布斯商业频道解约翠西·里根。

## 个人生活
2001年，里根嫁给了投资银行家詹姆斯·本（James A. Ben），两人育有三个孩子。